# Климент (Верниковський)
Єпископ Климент (в миру Костянтин Олександрович Верниковський; нар. 2 (14) лютого 1863, село Погоріле Ігуменського повіту, Мінська губернія — пом. 19 вересня (2 жовтня) 1909, Москва) — релігійний діяч Російської імперії. Ректор Московської духовної семінарії (1892—1897), єпископ Вінницький, вікарій Подільської і Брацлавської єпархії (1903—1905).

## Біографія
Народився 2 лютого 1863 в бідній білоруській родині. Батько — псаломник села Погорілого Ігуменського повіту Мінської губернії у Біларусі.
Початкову освіту здобув у Мінському духовному училищі і в 1880 вступив до Мінської духовної семінарії, яку закінчив в 1886 році. Вступив до Санкт-Петербурзької духовної академії.
У 1889 році пострижений у ченці.
У 1890 році закінчив Санкт-Петербурзьку духовну академію зі ступенем кандидата богослов'я, висвячений у сан ієромонаха і призначений інспектором Холмської духовної семінарії. З 1891 року — ректор цієї семінарії в сані архімандрита.
У 1892 році — ректор Московської духовної семінарії.
У 1897 році — настоятель посольської церкви в Римі. Архімандрит Климент із самого початку свого настоятельства заявив про «потреби мати православний храм, що відповідає достоїнству православ'я й величі Батьківщини». Для збору коштів архімандрит Климент виїздив навіть до Москви, де йому вдалося отримати гроші від Великих князів Сергія Олександровича та Михайла Миколайовича, від московських фабрикантів і сибірських золотопромисловців — всього було зібрано 265.000 італійських лір.
26 травня 1902 в Свято-Троїцькому соборі Олександро-Невської Лаври хіротонізований на єпископа Уфимського і Мензелинського.

### Еміграція до України
З 26 листопада 1903 року — єпископ Подільський і Брацлавський.
З 1 грудня 1904 звільнений на спокій із титулом єпископа Вінницького і залишенням його присутнім членом Святійшого Синоду.
З 27 серпня 1905 звільнений від присутності в Святійшому Синоді з почисленням на спокій і скасуванням титулу єпископа Вінницького.
Помер 19 вересня 1909 в Москві.